# 绣线梅族
绣线梅族（Neillieae）是蔷薇科桃亚科的一族开花植物。 它包括风箱果属和绣线梅属。